# 盧承慶
盧 承慶（ろ しょうけい、595年 - 670年）は、唐初の官僚。字は子余。本貫は范陽郡涿県。

## 経歴
隋末の河東県令の盧赤松（隋の武陽郡太守の盧思道の子）の子として生まれた。行儀作法が美しく、博学で才幹があった。武徳年間、父の范陽郡公の爵位を嗣いだ。貞観初年、秦州都督府戸曹参軍となった。河西の軍事について上奏して、太宗にその明快な弁舌を称賛され、考功員外郎に抜擢された。民部侍郎に累進した。太宗に歴代の戸口の増減について質問され、承慶は夏・殷以後から北周・隋にいたるまで、典拠を挙げてその数を述べたので、太宗に感心された。ほどなく検校兵部侍郎を兼ね、知五品選事をつとめた。承慶は知選事を辞退しようとしたが、太宗は許さなかった。まもなく承慶は雍州別駕・尚書左丞を歴任した。
永徽元年（650年）、承慶は褚遂良に忌避され、益州大都督府長史として出された。まもなくさらに褚遂良に雍州での旧事を上奏され、簡州司馬に左遷された。1年あまりして、洪州長史に転じた。高宗が汝州の温泉に行幸しようとすると、承慶は汝州刺史に抜擢された。入朝して光禄寺卿となった。顕慶4年（659年）、杜正倫に代わって度支尚書となり、そのまま同中書門下三品となった。ほどなく度支の職務上の失敗のため、潤州刺史に出された。さらに雍州長史に転じ、銀青光禄大夫の位を加えられた。総章2年（669年）、李乾祐に代わって刑部尚書となった。老齢のため致仕を願い出て、許可された。そのまま金紫光禄大夫の位を加えられた。総章3年（670年）、病没した。享年は76。幽州都督の位を追贈された。諡は定といった。

## 伝記資料
- 『旧唐書』巻81 列伝第31
- 『新唐書』巻106 列伝第31